# Кріс Приноскі
Кріс Приноскі (англ. Chris Prynoski; нар. 1 листопада 1971, Трентон, Нью-Джерсі) — американський аніматор, режисер і продюсер, відомий своєю роботою над телевізійними програмами, такими як Металокаліпсис, Freaknik: The Musical, Motorcity і Megas XLR, а також фільмом Бівис і Батхед роблять Америку.

## Ранні роки життя
Приноскі народився в Трентоні, штат Нью-Джерсі, і виріс у Бордентауні, штат Нью-Джерсі . Виховувався в єврейській родині. Він відвідував місцеві державні школи в Бордентауні, а потім середню школу Нотр-Дам, де він, за його словами, постійно малював у класі. Після середньої школи він продовжив навчання у художній школі і закінчив Школу візуальних мистецтв (Мангеттен, Нью-Йорк) у 1994 році.

## Кар'єра
Приноскі розпочав свою кар'єру в Нью-Йорку, здебільшого самостійно або у штаті каналу MTV на багатьох шоу, серед яких Дарія та Бівис і Батхед. Він також створив власний мультсеріал «Downtown», який у 2000 році було номіновано на премію «Еммі» в прайм-тайм, а його режисерська робота в серіалі «Бівис і Бат-хед роблять Америку» була номінована на «Найкращий повнометражний анімаційний фільм» від Національного товариства мультплікаторів.
У тому ж році він переїхав до Голлівуду, штат Каліфорнія, де разом з дружиною Шеннон Приноскі відкрив власну студію Titmouse, Inc..
Анімаційну роботу Приноскі можна побачити у початкових титрах до фільмів «Сімейка Осборнів» та «Просте життя», а його режисерську роботу можна побачити в рекламі, художніх фільмів та на телебаченні. Він був режисером анімації для анімованого рекламного ролика «Foot Long Hot Dog Inventor» для виробника пива Budweiser, багатьох музичних відео для виконавців, включно з Velvet Revolver, Snoop Dogg та Джорджа Клінтона. Також він брав участь у інших проектах таких, як кліп-пародія на мультсеріал Лабораторія Декстера від гурту They Might Be Giants для каналу Cartoon Network. Його режисерські роботи також включають мультсеріали Megas XLR для Cartoon Network, Happy Monster Band для Disney, Металокаліпсис для Cartoon Network, Motorcity для Disney XD, Downtown для MTV та пілотний епізод The Amazing Screw-On Head, в якому бере участь Пол Джаматті.
Приноскі також став режисером передач для каналу Adult Swim, а саме Freaknik: The Musical і виконавчим продюсером Чорної Пантери для Marvel Animation та G.I. Joe: Resolute для Hasbro. Він був автором та виконавчим продюсером мультсеріалу Motorcity, прем'єра якого відбулася на Disney XD у квітні 2012 року. У 2016 році він зняв анімаційний фільм Nerdland .
Його студія Titmouse, Inc., найбільш відома своєю роботою над кінематографом гри Guitar Hero, короткометражним фільмом Скотт Пілігрим та телесеріалами Металокаліпсис, Аватар: Останній захисник, Великий рот, Афро-самурай, DJ & the Fro, Спільнота, Брати Вентура, Freaknik: The Musical та Суперв'язниця! .